# Ovalo Aguascalientes México
O Ovalo Aguascalientes México é um autódromo localizado na cidade de Aguascalientes, no estado de Aguascalientes no México, foi inaugurado em 2009 em uma corrida da NASCAR Mexico Series.
O circuito possui traçados que combinam circuito oval em formato de D com 1.4 km (7/8 de milha) de comprimento com curvas de 16 graus de inclinação fazendo dele o oval mais rápido do país, e traçado misto de 2,3 km.